# 田沼氏
田沼氏（たぬまし）は、武家・華族・平民だった日本の氏族。江戸時代中後期に幕府老中に出世した田沼意次が出、譜代大名家となり、明治維新後に華族の子爵家に列したが、1920年（大正9年）に爵位を返上した。

## 歴史

### 家祖から紀州藩士となるまで
元は下野国安蘇郡佐野庄に土着した佐野氏（佐野成俊）で、その分家で安蘇郡田沼村（現：栃木県佐野市田沼町）を領した佐野重綱（成俊から数えて6代目）が1224年（元仁元年）に、田沼氏として家を興したとされる（ただし、大石慎三郎は、後世の田沼意知の暗殺原因の1つに佐野氏系図の未返還が原因だった説があることに触れ、この出自が必ずしも事実ではない可能性を指摘している）。以来、鎌倉幕府に仕え鎌倉に在住していたが、3代重行の時に命により上野国世良田に行き、新田義貞に属す。その後、5代重隆の時に鎌倉公方足利満兼に仕えて鎌倉に住み、その子で6代目光房の時に本国に戻る。なお、この間、4代重信の時に田沼千本荘を領して千本と称していたが、光房が本国に戻った時に田沼に戻している。光房には子がいなかかっため、新田氏の支族高瀬氏から重綱を養子にとり、7代目とする。新田氏が清和源氏の系統であることから、この頃から田沼氏は清和源氏を名乗るようになった。
地方の一小族として、家祖以来約400年間、所領は下野・上野・武蔵・下総・相模・甲斐と関東近辺を点々とする。ただし、家祖が創建した田沼村の西林寺を変わらず菩提寺とし、この時期の家人の多くは同寺に葬られている。戦国期には上杉氏や武田氏に仕え、武田氏滅亡後はしばらく信州などを放浪していたという。12代目吉次は鉄砲の妙手と謳われ佐野氏に仕えていたが、1615年、大坂の陣と前後して、当時鉄砲組が有名であった紀州藩にその才を請われ、主家の同意を得て転属する。吉次以降、吉重・義房・意行と4代に渡って紀州藩に仕える。身分は足軽（鉄砲足軽）とされるが、吉次と吉重の戒名は居士号であり、郷土史家の後藤一郎は高い士分であった可能性を指摘している。

### 旗本への転属と田沼意次の登場
田沼家の当主で事跡が明白になるのは15代意行からで、宝永2年（1705年）に兄たちの相次ぐ死去によって徳川吉宗が第5代藩主になった折に奥小姓として藩に勤仕する。その後、享保元年（1716年）に吉宗が将軍に就任した際に将軍小姓として召されて、幕府旗本に列した。最終的には小納戸頭取などを務め家禄は600石となる。意行は嫡男が生まれぬことに悩み、七面大明神に帰依して息子・龍助（後の意次）を授かったことから、その謝意のために家紋を七曜星にしたという。
次代意次は幼少から西丸小姓として後の9代将軍家重に仕える。その才幹と共に、障害のあった家重の取次（御側御用取次）として重用され、1759年（宝暦9年）に遠江相良藩1万石（最終的には5万7000石まで加増、さらに築城を許される）で大名となる（相良藩田沼家）。家重の死後も10代将軍家治に重用され、1767年に側用人、さらに1769年に側用人兼務で老中格、最終的に1772年に老中となる。老中として権勢を揮ったとされ、田沼家は全盛を迎えるが、1784年に嫡男・意知が暗殺されたのを機に権勢に陰りが見え、1786年に失脚する。この側用人就任から失脚までの幕政を専横したとされる期間を田沼時代と呼ぶ。

### 意次の失脚から意正による再興以降
田沼氏は1万石に減封され、陸奥下村藩へ転封となる。その後、第5代下村藩主・意正（意次の四男）の時に大番頭、続いて若年寄と幕府要職に登用され、最終的に、その功績が認められて1823年（文政6年）に相良への帰封が適い、相良藩が再立藩される。意正はもともと、意次が権勢を誇った時代に老中かつ三万石の大名にまで出世した沼津藩主水野忠友の養子として幕府重臣・水野家に入っており、意次の失脚で絶縁された経歴を持つ。意正の出世は、意正に代わり忠友の養子となった水野忠成が幕政を掌握した後に行われている。意正は田沼家を立て直したために、子孫から「中興の主」として厚く祀られたという。以降の歴代当主は若年寄などの幕府要職を務める。

### 明治以降
明治維新時の当主田沼意尊は、1868年（明治元年）に徳川家達を藩主とする駿河国静岡藩が立藩されたのに伴い、上総小久保藩へ移封された。
1869年（明治2年）6月17日に公家と大名が「皇室の藩屏」として統合されて華族制度が誕生すると、意尊も旧大名として華族に列したが、同年12月25日に死去した。
意尊に男子はなく、岩槻藩知事大岡忠貴の弟・金弥（後に意斉）が養子に入って家督を継いだ。意斉は、1870年（明治3年）に藩知事に転じ、1871年（明治4年）の廃藩置県まで務めた。
版籍奉還の際に定められた家禄は現米で440石。
1873年（明治6年）11月に意斉は田沼家と離縁したため、意尊の娘智恵が暫定的に女戸主となった。1874年（明治7年）11月に智恵の夫となった忠千代（伊達宗城五男）が相続するも、1878年（明治11年）6月に忠千代と智恵が離婚となったため、忠千代は田沼家を離籍し、再び智恵が女戸主となる。智恵は1880年（明治13年）12月11日、伏原宣諭次男・望と再婚し、望が田沼家に入り婿する形で田沼家を継いだ。望以降の田沼家は男系では事実上伏原家の分家筋となっている。
1876年（明治9年）8月5日の金禄公債証書発行条例に基づき家禄と引き換えに支給された金禄公債の額は1万6241円41銭5厘（華族受給者中270位）。明治前期の望は侍従試補をしており、住居は東京市本所区本所松井町にあった。
1884年（明治17年）に望が旧小藩知事として子爵を授けられる。その後、望は貴族院の子爵議員に当選して務めた。
望が1900年（明治33年）8月14日に死去した後、その長男で東京帝国大学法科大学を卒業した正（1875～1952）が襲爵したが、1920年（大正9年）6月15日に爵位を返上している。